# Saint-Lizier-du-Planté
 Saint-Lizier-du-Planté  là một xã của tỉnh Gers, thuộc vùng Occitanie, tây nam nước Pháp.